# Bolbe
Bolbe (in greco antico: Βόλβαι?) era una città dell'antica Grecia ubicata in Caria.

## Storia
Fece parte della lega delio-attica visto che viene menzionata nel registro delle città tributarie di Atene nel periodo dal 453 al 446 a.C., alla quale pagava un phoros di 1 000 dracme all'anno. Viene menzionata anche da Stefano di Bisanzio.
Non è nota la sua esatta collocazione.